# Zillertal

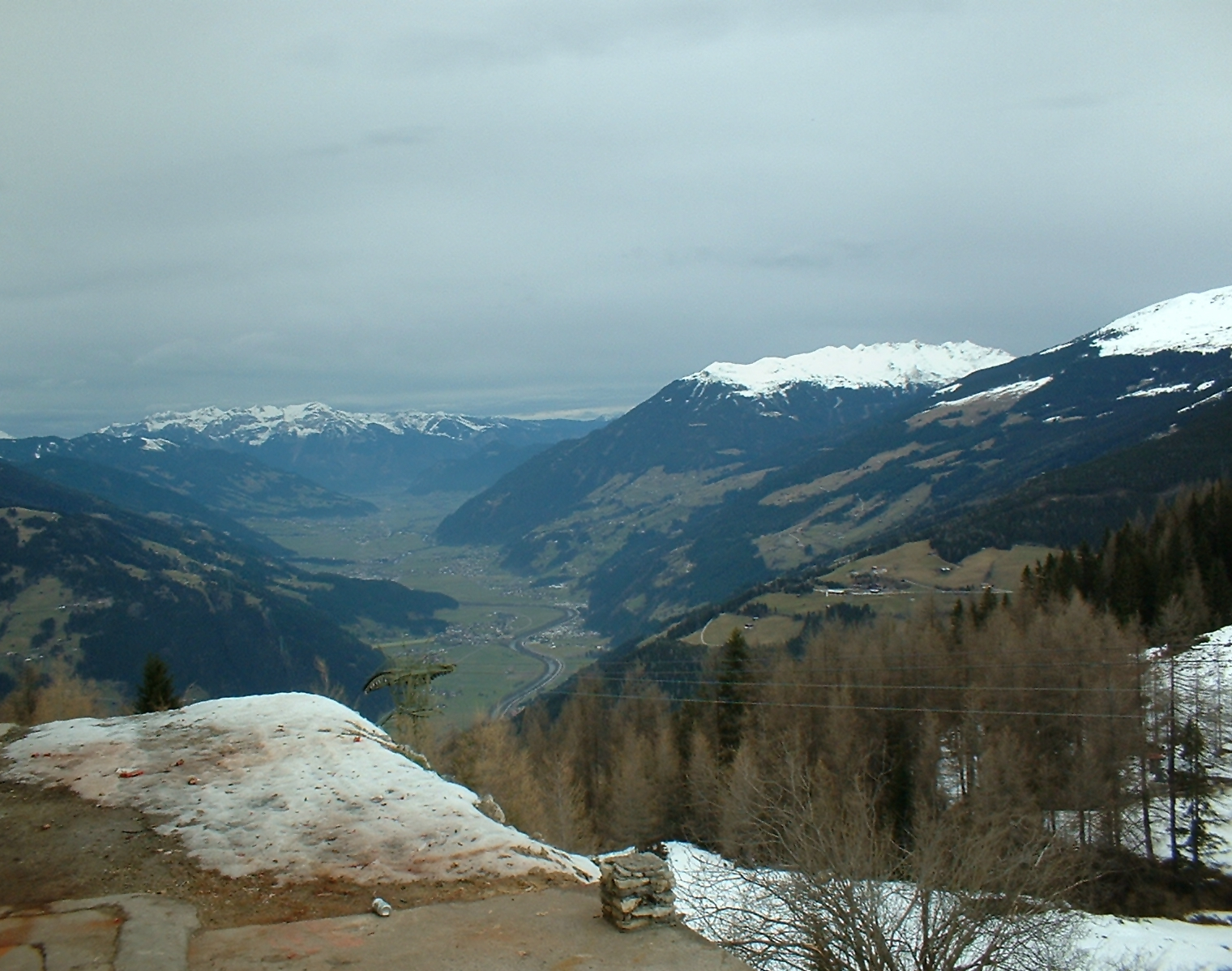
Blick vom Hainzenberg in das Zillertal bei Zell am Ziller

Das Zillertal ist ein südliches Seitental des Inntals im österreichischen Bundesland Tirol.

## Geografie

### Lage und Landschaft

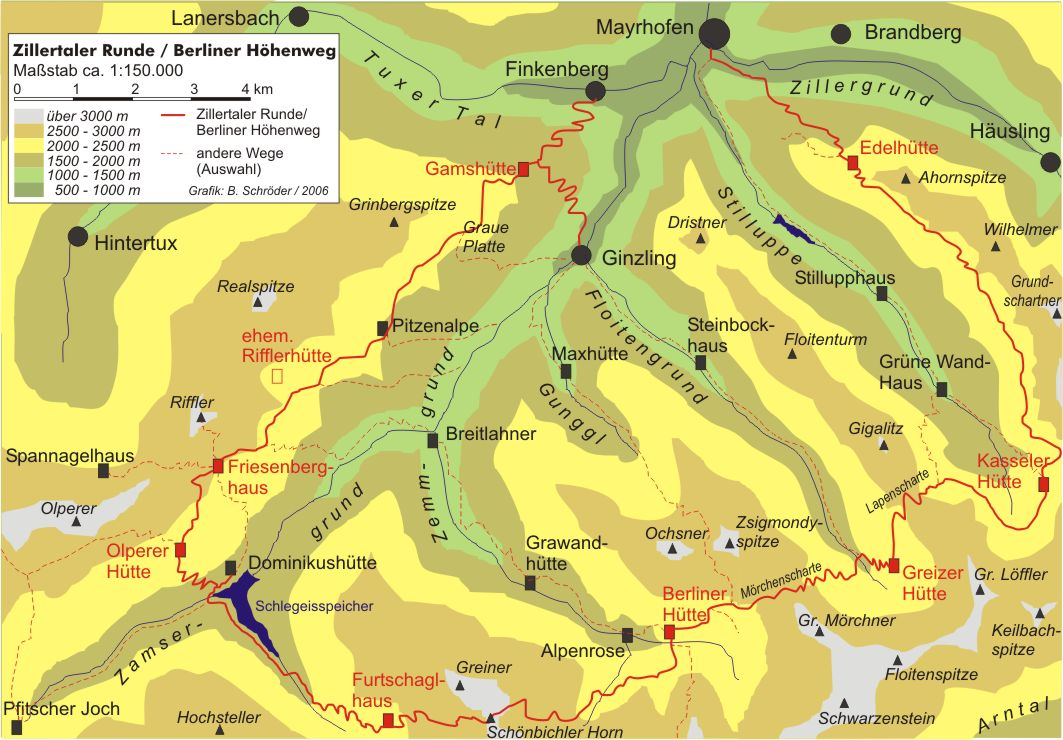
Die Quelltäler („Gründe“) südlich von Mayrhofen

Das Zillertal zweigt etwa 40 km östlich von Innsbruck, nahe Jenbach, vom Inntal ab. Es hat seinen Namen von dem Fluss Ziller, der es von Süd nach Nord durchläuft und bei Strass im Zillertal in den Inn mündet. Im engeren Sinn reicht das Tal von Strass bis Mayrhofen. Es ist das breiteste der südlichen Seitentäler des Inn und im Gegensatz zu anderen Seitentälern relativ flach mit einem sehr geringen Höhenunterschied ohne Talstufe. Der Höhenunterschied beträgt von der Zillermündung bei Strass im Zillertal bis nach Mayrhofen nur 100 m auf einer Strecke von 32 km. Somit ähnelt der Charakter des Tals jenem des Inntals. Der Talboden weist bis Mayrhofen zahlreiche von den Seitenbächen verursachte Schwemmkegel auf. Auf diesen Schwemmkegeln haben sich die Ortschaften entwickelt, da sie durch die etwas erhöhte Lage von den regelmäßigen Überschwemmungen der Ziller verschont wurden. Der Talboden war bis zur Mitte des vorigen Jahrhunderts auf halber Breite versumpft. Erst im Zuge der Zillerregulierung und des Baus der Speicherseen wurde der Großteil des Tals trockengelegt und urbar gemacht.
Bei Mayrhofen teilt sich das Tal und geht in das Tuxertal, das Zemmtal, das Stilluptal und den Zillergrund über. Alle diese Täler sind im Gegensatz zum Zillertal Hochtäler, meist sehr eng und von hohen Bergen flankiert. Vom nördlichen Tal zweigen bereits bei Stumm (Tirol) der unbesiedelte Märzengrund und der Finsinggrund mit der Tourismussiedlung Hochfügen-Hochzillertal, bei Zell am Ziller das Gerlostal zum Gerlospass in den Salzburger Oberpinzgau ab.
Das Tal trennt die Tuxer Alpen im Westen von den Kitzbüheler Alpen im Osten. Im Süden, an der Grenze zu Südtirol, liegen die Zillertaler Alpen mit dem Zillertaler Hauptkamm. Nördlich davon und auf der orographisch rechten Seite des Tuxertals zieht sich der Tuxer Kamm (auch Tuxer Hauptkamm) hin. Auf seiner linken Seite (weiter nördlich) findet sich der Hauptkamm der Tuxer Alpen, wo die weichen Gesteine der Quarzphyllit- und Grauwackenzone überwiegen. Der Naturpark Zillertaler Alpen nimmt rund 35 % des Ziller-Einzugsgebietes ein.
Zwischen Aschau im Zillertal und Zell am Ziller verengt sich das Tal auf etwa die halbe Breite (vorderes und hinteres Zillertal).

### Siedlungen
Die alten Ortskerne liegen zumeist auf den Schwemmkegeln der Seitenbäche. Mittlerweile wird auch der Talboden für Siedlungen und insbesondere Industrie und Gewerbe genutzt. Streusiedlungen und Einzelhöfe ziehen sich weit die Hänge hinauf und gehen in die Almregion über.
Im Zillertal und seinen Seitentälern liegen 25 Gemeinden, die zum Bezirk Schwaz gehören und zusammen den Planungsverband Zillertal mit 37.996 Einwohnern (Stand 1. Jänner 2025) und einer Fläche von 1097,2 km² bilden. Etwa 10 % der Fläche sind Dauersiedlungsraum. Bis auf Strass und Schlitters am Talausgang gehören alle Gemeinden des Tals zum Gerichtsbezirk Zell am Ziller. Die größten Gemeinden sind Fügen (4317 Einwohner) und Mayrhofen (3979 Einwohner). Wirtschafts-, Verwaltungs- und Schulzentrum des Tals ist Zell am Ziller mit dem Sitz des Bezirksgerichtes und zahlreichen öffentlichen Einrichtungen.

### Klima
Das Zillertal weist ein inneralpines Talklima auf und liegt im Übergangsbereich vom trockenen Klima der Ötztaler und Stubaier Alpen zum feuchteren der Zillertaler Alpen und Hohen Tauern. Typisch sind eine starke Temperaturamplitude, viel Sonne im Winter, schwache Winde und kaum Nebel. Der mittlere Jahresniederschlag in Zell am Ziller beträgt 1070 mm, in Mayrhofen 1044 mm.
|                        | Jan  | Feb  | Mär  | Apr  | Mai  | Jun   | Jul   | Aug   | Sep  | Okt  | Nov  | Dez  |   |         |
| Mittl. Temperatur (°C) | −2,8 | −1,1 | 3,6  | 7,3  | 12,2 | 14,8  | 17,0  | 16,4  | 13,0 | 7,9  | 1,9  | −2,2 | ⌀ | 7,4     |
| Mittl. Tagesmax. (°C)  | 1,8  | 4,5  | 10,3 | 14,3 | 19,6 | 21,8  | 24,2  | 23,7  | 20,2 | 14,9 | 7,0  | 2,0  | ⌀ | 13,7    |
| Mittl. Tagesmin. (°C)  | −6,4 | −5,0 | −1,1 | 2,2  | 6,4  | 9,5   | 11,5  | 11,2  | 8,2  | 3,7  | −1,5 | −5,4 | ⌀ | 2,8     |
|                        |      |      |      |      |      |       |       |       |      |      |      |      |   |         |
| Niederschlag (mm)      | 58,0 | 44,4 | 56,6 | 72,1 | 94,8 | 135,1 | 159,5 | 143,1 | 98,1 | 63,3 | 73,5 | 71,6 | Σ | 1.070,1 |
|                        |      |      |      |      |      |       |       |       |      |      |      |      |   |         |
| Sonnenstunden (h/d)    | 1,4  | 2,8  | 3,8  | 4,2  | 5,2  | 5,0   | 5,6   | 5,3   | 4,8  | 3,8  | 2,0  | 1,3  | ⌀ | 3,8     |

| −6,4 |

| −5,0 |

| −1,1 |

| 2,2 |

| 6,4 |

| 9,5 |

| 11,5 |

| 11,2 |

| 8,2 |

| 3,7 |

| −1,5 |

| −5,4 |

| −6,4 |

| −5,0 |

| −1,1 |

| 2,2 |

| 6,4 |

| 9,5 |

| 11,5 |

| 11,2 |

| 8,2 |

| 3,7 |

| −1,5 |

| −5,4 |

| N i e d e r s c h l a g | 58,0 | 44,4 | 56,6 | 72,1 | 94,8 | 135,1 | 159,5 | 143,1 | 98,1 | 63,3 | 73,5 | 71,6 |
|                         | Jan  | Feb  | Mär  | Apr  | Mai  | Jun   | Jul   | Aug   | Sep  | Okt  | Nov  | Dez  |

## Geschichte
Schon in der Steinzeit nutzen Sammler und Jäger den hochalpinen Raum zur Jagd, später auch Hirten für ihr Vieh. Der Übergang über das Pfitscher Joch von dort in den Zamser Grund und in das Zillertal wurde bereits vor 9.000 Jahren benutzt, um Tauschhandel von südlich der Alpen zu Gebieten nördlich der Alpen zu ermöglichen. Später wurde dieser Übergang ein beliebter Schmugglerweg für alle möglichen Waren.
Erste Funde aus der Bronzezeit am Tuxer Joch zeigen die frühe Bedeutung dieses Übergangs zwischen dem Wipptal und dem Zillertal. Die bisher nachgewiesenen Artefakte gehören der Urnenfeldkultur aus der Zeit zwischen 1.200 - 800 v. Chr. an und stammen somit aus der späten Bronzezeit. Die erste dünne Besiedlung erfolgte vermutlich in dieser Zeit. Spätere Funde stammen vermutlich von den Rätern, der ältesten Volksgruppe in diesem Gebiet, die ab 600 v. Chr. nachgewiesen sind. Die dünne Besiedlung dieser Zeit umfasste vor allem die höher gelegenen Seitentäler des Zillertals. Das Zillertal selbst war sumpfig und von steten Überflutungen bedroht, daher erfolgte eine Besiedlung erst langsam ab 550. Die Seitentäler wurden meist über das jeweilige Joch von anderen Tälern aus besiedelt.
Vor der Römerzeit bildete das Zillertal die Westgrenze des keltischen Königreichs Noricum, das die Römer ab 15 v. Chr. in Besitz nahmen. Die Römer richteten zwei Provinzen ein, Raetia (Rätien) und Noricum (Norikum), wobei das Zillertal die Grenzen zwischen beiden bildete. Die Römerzeit führte zu einem kulturellen und technologischen Austausch, der die regionale Entwicklung nachhaltig beeinflusste. Die einheimische Bevölkerung wurde allmählich romanisiert. Nach dem Untergang des Römischen Reiches wanderten im Zuge der Völkerwanderung Bajuwaren in die Gegend ein. Diese sind ab dem 6. Jahrhundert im Zillertal nachgewiesen. Sie nahmen den bis dahin kaum besiedelten Talboden in Besitz und gründeten neue Siedlungen. Viele Siedlungsnamen haben eine bajuwarische Sprachwurzel.

Vor dem 8. Jahrhundert war das innere Zillertal noch weitgehend unbesiedelt. Dies änderte sich mit der Christianisierung des Alpenraums in diesem Jahrhundert und mit Karl dem Großen, dessen Privilegien für das Erzstift Salzburg auch das Zillertal betrafen, und zu einem wirtschaftlichen Aufschwung führten. Erstmals urkundlich erwähnt wurde das Tal 889 in einer Urkunde als „Cilarestale“. Eine Reihe von Schenkungen begründete den reichen Grundbesitz der Salzburger Erzbischöfe. Die Höfe und Güter wurden von den Meierämtern in Zell, Schwendau und Fügen verwaltet. Im Jahr 739 wurden den römischen Provinzgrenzen folgend die Bistumsgrenzen zwischen der Diözese Säben-Brixen und Salzburg festgelegt, wie sie heute noch gültig sind, der Ziller bildet dabei den Grenzfluss. Zu sehen ist das auch heute noch, dass auf der westlichen Brixner Seite (heute Diözese Innsbruck) die Helme der Kirchtürme vorwiegend rot und auf der östlichen Salzburger Seite grün eingedeckt sind. Die grüne Farbe entsteht durch die Verwendung von Kupfer für die Dächer, die die (reichere) Diözese Salzburg für ihre Kirchen verwenden konnte, während das Bistum Brixen sparsamer verwenden musste und mit Holzschindeln oder Dachziegeln arbeitete.

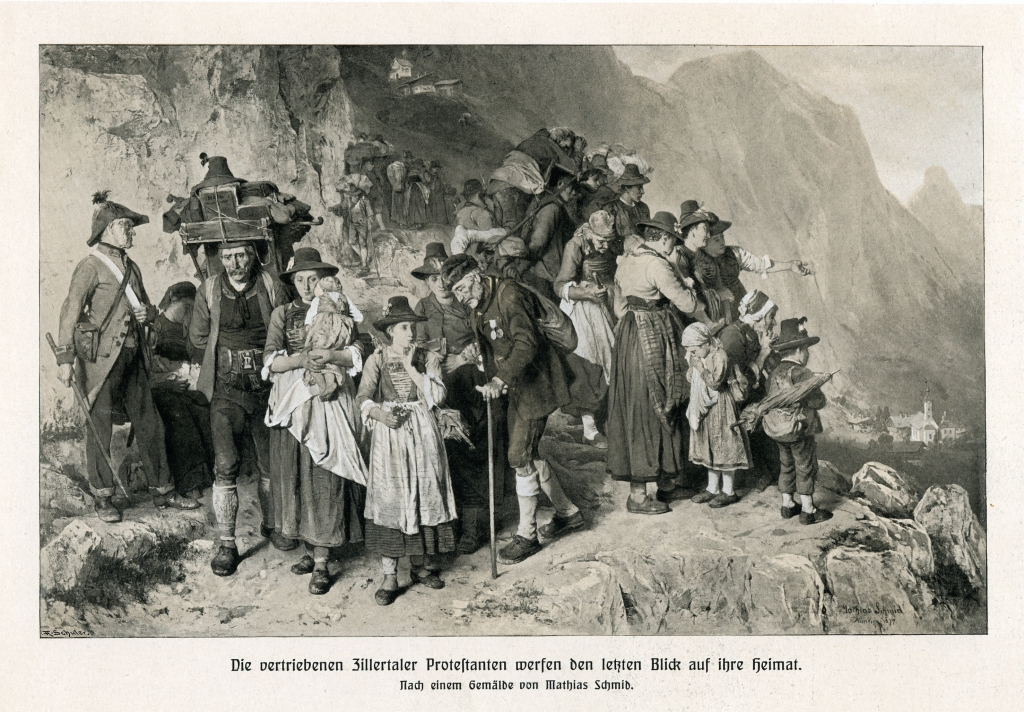
Mathias Schmid:
Die Vertreibung der Zillertaler Protestanten

Das Wort „Zillertal“ wurde in dieser Zeit erstmals erwähnt und zwar in einer Urkunde aus dem Jahre 889, in der König Arnulf dem Salzburger Kleriker Plilgrim das Zillertal ins Eigentum übergibt. Das Zillertal blieb bis ins Mittelalter unter kirchlicher Herrschaft und die Kultur des Tals wurde durch religiöse und soziale Strukturen geformt.
Von 1611 bis 1612 brach im Zillertal die Pest aus, zeitweise war das Verlassen des Tales untersagt. 1645 kam es zum Aufstand der Zillertaler Bauern gegen zu hohe Steuern. Auch Reformation und Gegenreformation hinterließen Spuren im Tal: Die Bergknappen brachten die lutherische Lehre ins Zillertal, die vor allem im inneren Tal weit verbreitet war. Diese sahen sich nun einem großen Druck ausgesetzt. 1731 kam es zu ersten großen Vertreibungen der Protestanten. Alle Entwicklungen zusammen führten zu einem signifikanten Bevölkerungsrückgang.
Mit der Säkularisation bildete der Ziller dann die Grenze zwischen Tirol (1803) und Bayern (1810). Im Jahr 1816 kam es zur Vereinigung des salzburgerischen Anteils des Zillertals mit dem Kronland Tirol und damit zu Österreich. Die Zillertaler Inklinanten, wie die Zillertaler Protestanten genannt wurden, wurden trotz des Toleranzpatents vom 13. Oktober 1781 schließlich verfolgt und die letzten Verbliebenen 1837 zum Auswandern gezwungen. Sie fanden im preußischen Schlesien eine neue Heimat, wo sie den Ort Zillerthal-Erdmannsdorf gründeten. Als sowjetische Truppen am Ende des Zweiten Weltkriegs in ihr Siedlungsgebiet vorrückten, waren die Nachfahren der Zillertaler Inklinanten gezwungen, auch diese zweite Heimat zu verlassen und wurden danach in alle Welt zerstreut.
Im 19. Jahrhundert wurde das Zillertal von mehreren Reiseschriftstellern beschrieben. Bekannt waren die Zillertaler Wanderhändler, „Bauerndoktoren“ und Sängerfamilien. In der zweiten Hälfte des 19. Jahrhunderts begann mit der Errichtung von Schutzhütten und Wegen das Bergsteigen als Breitensport. Die wintertouristische Erschließung begann 1953/1954 mit dem Bau des Skigebietes Gerlosstein, heute Zillertal Arena, dem bald andere Liftanlagen folgten, und der Eröffnung der Mayrhofner Penkenbahn im Jahre 1954.
Die Nutzung der Wasserkraft erfolgte im großen Stil ab den 1970er Jahren.

## Wirtschaft

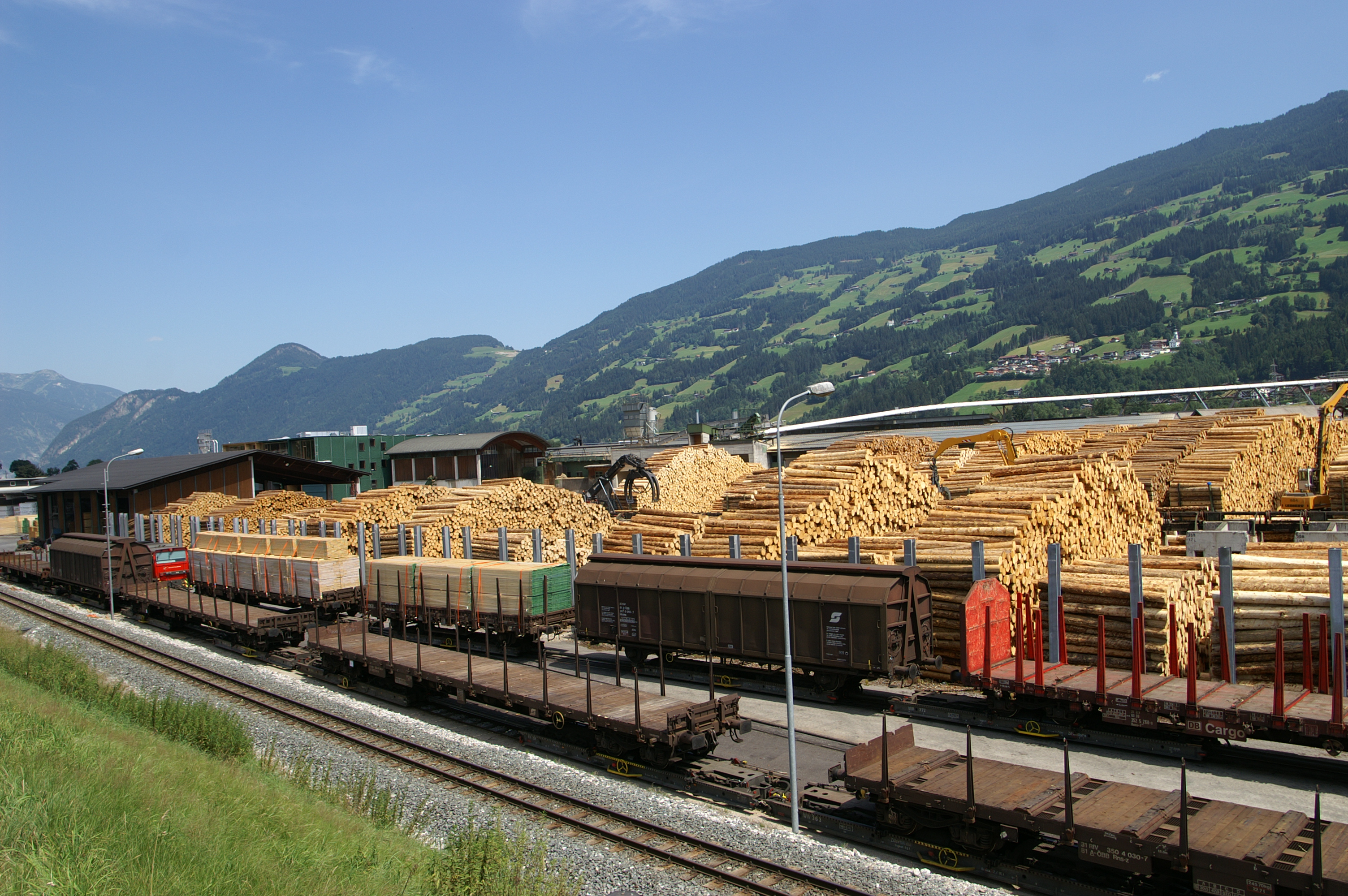
Holzlager in Fügen mit auf Rollwagen der Zillertalbahn bereitgestellten normalspurigen Rungenwagen

Landwirtschaftlich ist die Grünlandwirtschaft mit Milchproduktion und Viehzucht, Schafzucht, Anbau von Grünmais und Almwirtschaft zu nennen.
Außerdem hat die Holzwirtschaft seit jeher einen hohen Stellenwert im Zillertal, und noch heute finden sich dort zahlreiche große Sägewerke. Das Holz wurde bis 2013 meist mittels der Zillertalbahn weitertransportiert, der Holztransport war auch einer der Hauptgründe für den Bau der Zillertalbahn. Insbesondere im vorderen und mittleren Teil des Tals sind bedeutende Gewerbe- und Industriebetriebe zu finden. Im Gerlostal und in den hinteren Gründen ist die Elektrizitätswirtschaft vorherrschend.
Das Zillertal hat mehrere große Stauseen, die zur Energieerzeugung dienen. Dazu gehören:
- Speicher Zillergründl
- Schlegeisspeicher
- Speicher Stillup
- Speicher Durlaßboden
- Speicher Gmünd.

## Verkehr

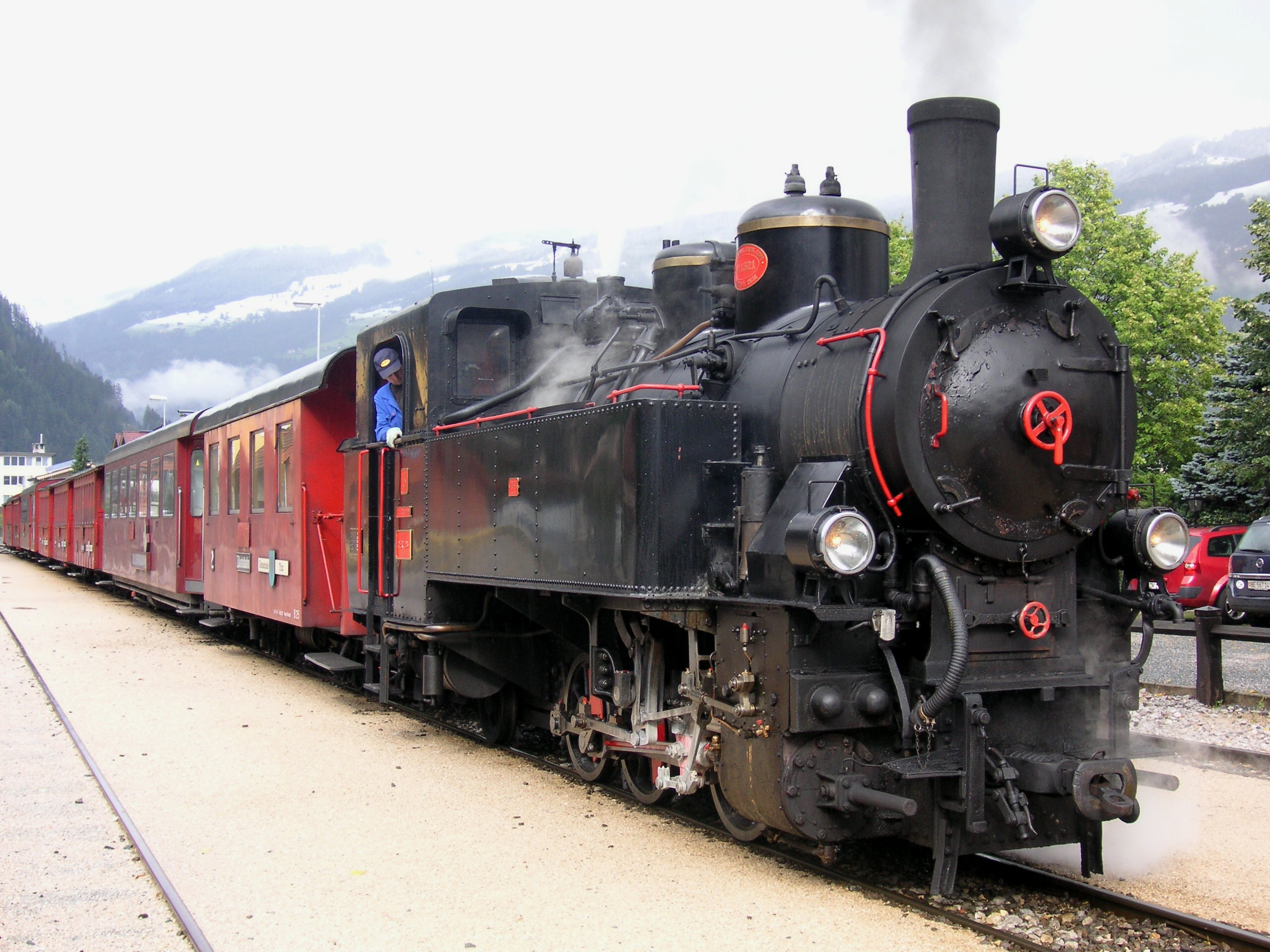
Die Dampflokomotive Nr. 5 der Zillertalbahn

Mit öffentlichen Verkehrsmitteln ist das Zillertal über die Zillertalbahn zu erreichen, die vom Bahnhof Jenbach (an der Unterinntalbahn gelegen) bis nach Mayrhofen führt und seit 2009 einen dichten Taktverkehr anbietet. Auch Güterverkehr wird auf dieser Schmalspurstrecke, die derzeit selektiv zweigleisig ausgebaut wird, abgewickelt. In die Seitentäler und als Ergänzung zum Bahnverkehr wird ein Linienbusverkehr angeboten.
Für den Straßenverkehr ist das Tal über die Zillertalstraße (B 169), die Anschluss an die Inntalautobahn bietet, erschlossen. Diese verläuft zumeist abseits der Orte und von Ried bis Zell am Ziller weitgehend kreuzungsfrei. Von Ried bis Ramsau verläuft parallel auf der anderen Zillerseite die Zillertaler Dörferstraße (L 300), die die Ortskerne erschließt. Bei Zell am Ziller zweigt die Gerlosstraße (B 165) ab, die über den Gerlospass eine Verbindung ins Oberpinzgau darstellt. Die Zillertaler Höhenstraße ist eine kurvenreiche, mautpflichtige Aussichtsstraße; weitere Mautstraßen führen im Sommer ins Zillergründl und zum Schlegeisspeicher.
Zusammen mit dem Ahrntal auf Südtiroler Seite war das Zillertal immer wieder als Teil einer alpenquerenden Verkehrsverbindung vorgesehen. So gab es Anfang des 20. Jahrhunderts Pläne für eine Straßenverbindung über das Pfitscher Joch oder für eine Zillertal-Ahrntal-Bahn mit einem 19 km langen Tunnel unter dem Schwarzenstein. 1978 wurde in Italien mit dem Bau der Alemagna-Autobahn (Autostrada A27) begonnen, die heute von Süden kommend bei Ponte nelle Alpi endet und nach italienischen Plänen weiter über Toblach und durch das Zillertal bis München führen sollte. Gründe für diese Planungen waren die Entlastung der Brennerstrecke und die Verkürzung der Strecke Venedig–München insbesondere für den Güterverkehr.

## Tourismus

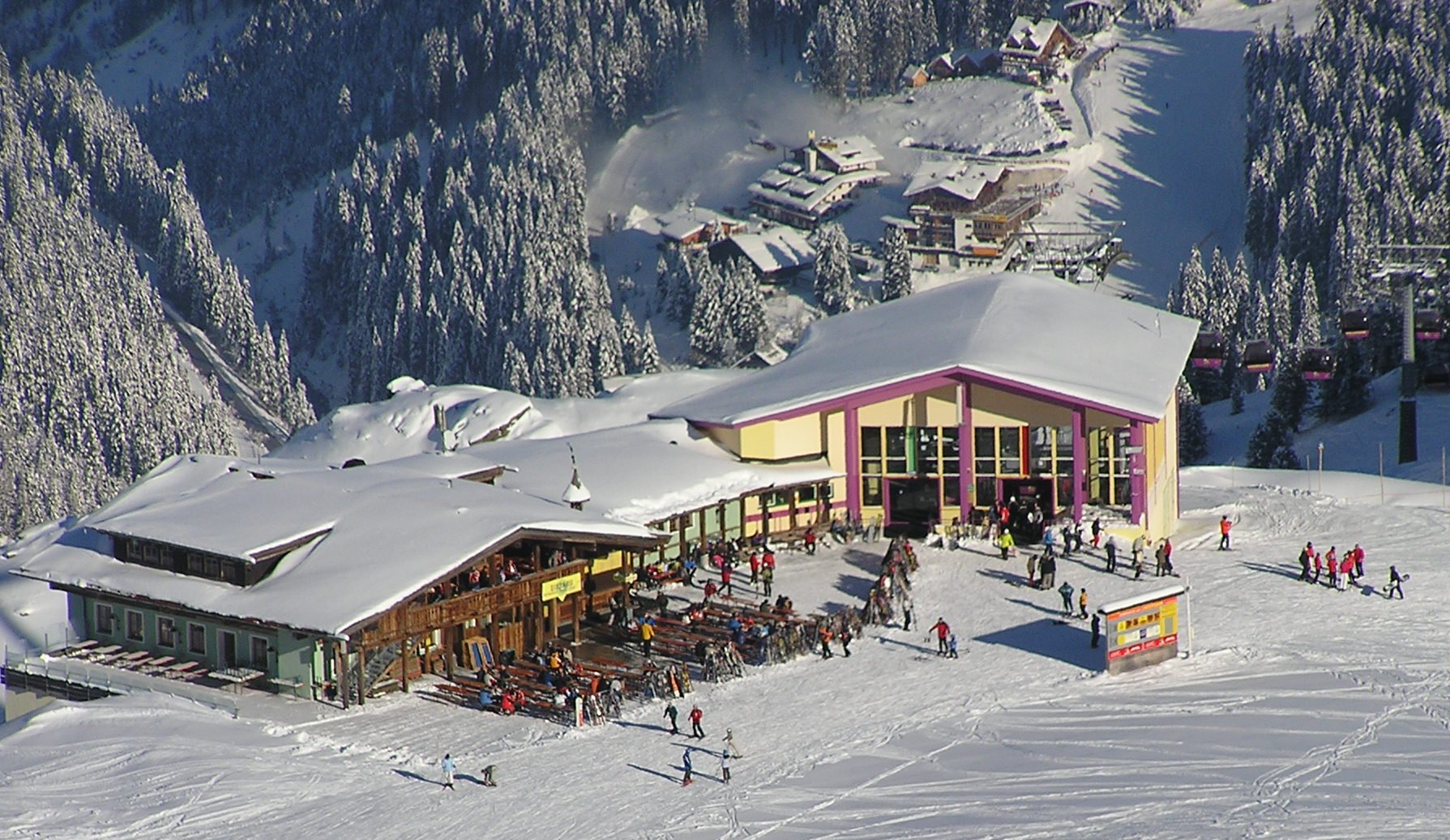
Bergstation und 8er-Alm im Skigebiet Hochfügen-Hochzillertal

Mit dem Aufkommen des Alpinismus Mitte des 19. Jahrhunderts nahm der Fremdenverkehr ständig zu. So wurde das Zillertal zu einer der Geburtsstätten des alpinen Bergsteigens – zunächst noch mit einheimischen Bergführern, bald aber entdeckten englische und deutsche Alpinisten das Zillertal für sich. Die wintertouristische Erschließung des Zillertals begann 1949 mit der Errichtung eines Schleppliftes in Hintertux und Lanersbach sowie in weiterer Folge 1953/54 mit dem Bau der Penkenbahn in Mayrhofen.

### Regionen
Heute gliedert sich das Zillertal in vier Tourismusregionen (siehe hierzu auch die Liste der Tourismusregionen in Tirol):

#### Erste Ferienregion im Zillertal
Die erste Ferienregion im Zillertal liegt am Anfang des Zillertals. Sie umfasst die geographische Region um Fügen und Kaltenbach mit den Skigebieten Spieljoch und Ski Optimal Hochfügen-Hochzillertal. Die Region besteht aus den Gemeinden
Aschau im Zillertal, Bruck am Ziller, Fügen, Fügenberg, Hart im Zillertal, Kaltenbach, Ried im Zillertal, Schlitters, Strass im Zillertal, Stumm, Stummerberg, und Uderns. 2022 lebten 19.981 Einwohner in der Region. Während vor der COVID-19-Pandemie die Region 2,5 Millionen Übernachtungen zählte, waren es im Winter 2021/22 1.075.216 und im Sommer 1.166.768 Übernachtungen.

#### Tux – Finkenberg
Die Tourismusregion Tux – Finkenberg befindet sich im Tuxertal und beinhaltet das Gletscherskigebiet Hintertux und Teile des Großraumskigebiets Ski Zillertal 3000. Die Region besteht aus den beiden Gemeinden Finkenberg und Tux mit dem Ortsteilen Hintertux, Madseit, Juns, Lanersbach und Vorderlanersbach. Die Region umfasst eine Fläche von 282,7 km² und hat 2.561 Einwohner (Stand 2022). 2022 nächtigten 739.990 Gäste in der Region. Vor der COVID-19-Pandemie die zählte die Region 1,38 Millionen Übernachtungen.

#### Zell-Gerlos, Zillertal Arena
Die Tourismusregion Zell-Gerlos, Zillertal Arena liegt in der Mitte des Zillertals und umfassgt auch das Gerlostal mit dem Gerlospass und mit anfänglichen Teilen des Salzachtals und dem Almdorf Königsleiten auch Ortschaften und Gebiete im Salzburger Land. Zu den Tiroler Gemeinden zählen Gerlos, Gerlosberg, Hainzenberg, Rohrberg, Zell am Ziller und Zellberg. Die Region umfasst eine Fläche von 181,3 km² und hat knapp 5.000 Einwohner (Stand 2022). Die Zillertal Arena ist Teil der Region.

#### Weitere Regionen
- Mayrhofen mit den Skigebieten am Penken und Ahorn

Im gesamten Zillertal finden jährlich etwa 7,5 Millionen Übernachtungen statt. In der Tourismussaison 2018/2019 wurden in den vier Tourismusregionen folgende Nächtigungen gezählt.
|                     | Winter 2018/2019 | Sommer 2019 | Gesamt    |
| ------------------- | ---------------- | ----------- | --------- |
| erster Ferienregion | 1.419.619        | 1.133.274   | 2.552.893 |
| Zillertal Arena     | 882.456          | 518.360     | 1.400.816 |
| Mayrhofen/Hipbach   | 1.390.506        | 964.242     | 2.354.748 |
| Tux - Finkenberg    | 891.544          | 484.752     | 1.376.296 |

### Touristische Aktivitäten
Insgesamt 180 Liftanlagen stehen im Zillertal für den Wintersport zur Verfügung welche 544 Pistenkilometer erschließen. Darüber hinaus existieren 113 km gespurter Loipen in verschiedenen Schwierigkeitsgraden sowie 80 Hütten. Zusätzlich gibt es Möglichkeiten zum Eislaufen.
Die Region Zillertal bietet zahlreiche Wanderwege diverser Schwierigkeitsgrade. In den Zillertaler Alpen, die in den Alpenhauptkamm übergehen, befinden sind besonders anspruchsvolle Touren. Mehrtägige Touren gibt es vor allem im Hochgebirgs-Naturpark Zillertaler Alpen. Der Berliner Höhenweg und die Peter-Habeler-Runde führen dabei auf über 3.000 Meter Seehöhe. Das Wandergebiet der Tuxer Alpen ist durch einige Seilbahnen erschlossen, etwa durch die Spieljochbahn in Fügen oder die Penkenbahn in Mayrhofen. Die Kitzbüheler Alpen sind von Zell am Ziller aus mit der Rosenalmbahn erreichbar.
Im Zillertal wurden zahlreiche Klettersteige eingerichtet. Die größte Anzahl von Routen geht von Mayrhofen aus, wo sich in unmittelbarer Nähe zueinander folgende Klettersteige befinden, deren Bekanntheit über das Zillertal hinausgeht (Schwierigkeiten in Klammern): Huterlaner (C/D), Pfeilspitzwand (C/D), Zimmereben (D/E), Kinderklettersteig (B), Astegg (C, Var. D/E). Neben den Klettersteigen bietet das Zillertal auch Kletter- und Bouldermöglichkeiten, so z. B. im Zillergrund bei „In der Au“ sowie entlang des Zemmbach zwischen Ginzling und Klausen Alm. In diesem Bereich befinden sich auch viele Sportkletterrouten. Am bekanntesten sind die Routen an den bis zu 50 m hohen Felsblöcken des Gebietes „Ewige Jagdgründe“.
Drachen- und Gleitschirmfliegen ist im Zillertal ganzjährig möglich. Vom Startplatz Melchboden am Arbiskopf an der Zillertaler Höhenstraße aus können bei guter Thermik weite Flüge durchgeführt werden, wie zum Beispiel den Streckenflug über den Gerlospass ins Pinzgau bis zur Schmittenhöhe bei Zell am See und zurück. Thomas Walder konnte im Juni 2014 das weltweit erstes FAI-Dreieck über 300 km von diesem Startplatz aus vollenden.

## Religionen

### Katholische Kirche
Die Mehrheit der Bevölkerung gehört der katholischen Kirche an, die auch im kulturellen Leben eine zentrale Rolle spielt. Der östliche Teil des Zillertals mit den Gemeinden Gerlos, Zell am Ziller, Hart, Brandberg, Stumm und Mayrhofen, gehört zur Erzdiözese Salzburg, während der westliche Teil mit den Gemeinden Fügen und Tux der Diözese Innsbruck zugeteilt ist, die den westlichen und mittleren Teil von Nordtirol bis zum Fluss Ziller sowie Osttirol umfasst.

### Evangelische Kirche
Mit der erzwungenen Auswanderung der protestantischen Gläubigen, die Zillertaler Inklinanten aus dem Zillertal in 1837, kam jedes öffentliche evangelische kirchliche Leben im Zillertal zum Erliegen.
Heute sind evangelische Glaubensgemeinden im Zillertal in Mayrhofen mit eher pietistischer Ausrichtung, Jenbach und Schwaz angesiedelt.

## Kultur und Sehenswürdigkeiten

### Sehenswürdigkeiten
- Hochgebirgs-Naturpark Zillertaler Alpen
- Naturparkhaus im Bergsteigerdorf Ginzling
- Nostalgiebahn auf der Zillertalbahn
- Teufelsbrücke (Finkenberg)
- Wallfahrtskirche Maria Brettfall (Strass)
- Wasserfälle (Schlitters, Hart, Laimach, Talbach)
- Schlegeisspeicher, Zillergründl, Stillupspeicher, Gerlosstausee
- Zillertaler Höhenstraße
- Hochfeiler
- Vogellehrpfad (Hart)

### Volkskultur
Im Zillertal gibt es eine lange Tradition der Volksmusik. Von Anfang Mai bis Ende Oktober werden diverse Volksfeste und Kirchtagsfeste gefeiert, etwa das Gauder Fest, das zu Österreichs ältestem und größtem Frühlings- und Trachtenfest zählt.
Im September finden traditionelle Almabtriebe, die „Schaflschoade“ statt.

### Regionale Produkte
Das Zillertal ist Ursprung und Heimat von bekannten Tiroler Naturprodukten wie z. B. vom Zillertaler Heumilchkäse und vom Zillertaler Graukäse, die von den im Zillertal ansässigen Sennereien produziert werden. Trotz des extremen Mehraufwandes der Heubewirtschaftung haben sich 380 Bauern und die Sennereien dazu entschlossen, diese Form der naturnahen Bewirtschaftung beizubehalten und gänzlich auf gärende Futtermittel zu verzichten. Die verarbeitete Milch stammt von Kühen, die sich ausschließlich von frischem Almgras, Kräutern und Blumen ernähren.
Weitere regionale Spezialitäten sind Zillertaler Krapfen oder Schliachta-Nudln.
Der Zillertaler Doggl ist ein traditionell hergestellter Schuh aus Loden.

## Hochgebirgs-Naturpark Zillertaler Alpen

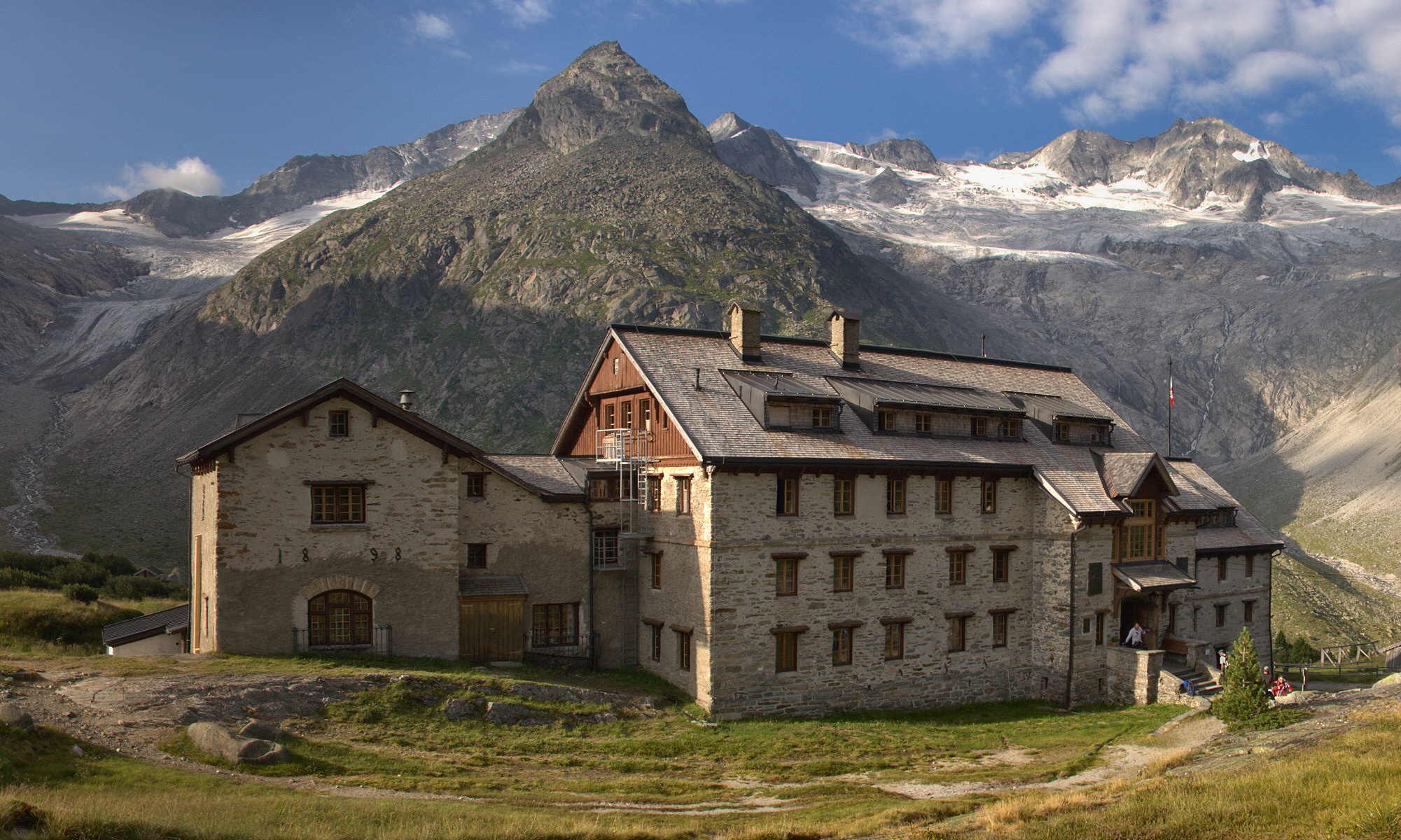
Die Berliner Hütte, im Hintergrund Hornkees und Waxeggkees

Der Naturpark Zillertaler Alpen liegt in den südlichen Zillertaler Alpen, mit mehreren angrenzenden Schutzgebieten im Verbund bildet der Naturpark das größte Schutzgebiet in den Alpen.
Er umfasst über 422 km² und erstreckt sich von der Reichenbachspitze im Osten bis zum Olperer im Westen und von den Bergen nördlich von Mayrhofen bis zum Südtiroler Pfitscher und Ahrntal. Er umfasst zehn verschiedenen Seitentäler, spart aber sowohl das Zemmtal als auch den Zillergrund aus wirtschaftlichen Gründen aus. In diesen beiden Tälern liegen große Stauseen, die zur Stromgewinnung dienen. 2016 konnte der Naturpark um 43 km2 erweitert, fast alles unbewohntes Gebiet am Tuxer Hauptkamm.
Bemerkenswert ist, da sich der Naturpark über eine große Bandbreite an unterschiedlichen Höhen erstreckt: Der niedrigste Punkt liegt bei Ginzling im Zemmtal auf ca. 1.000 m Höhe und erstreckt sich bis 3.509 m Höhe m Hochfeiler. Dadurch ist auch die Fauna und Flora im Naturpark sehr reichhaltig und bietet unterschiedliche Natur- und Kulturlandschaften.
Geformt wurde die Landschaft von Gletschern, daher sind einige Täler weite Trogtäler, die Eingänge in die Täler dagegen aber zum Teil wilde Klammen und Schluchten. In der Naturpark-Region befinden sich immer noch ca. 80 Gletscher. Diese bedecken eine Fläche von ca. 40 km². Weitere Besonderheiten des Naturparks sind:
- Denkmalgeschützte Berliner Hütte im Zemmgrund: Symbol für die Anfänge des Alpinismus und die Gletscherforschung (laufende Forschung seit 1891)
- Tuxer Hauptkamm, geologisch eindrucksvolle Untergruppe der Zillertaler Alpen mit Höhlen, Blockgletschern und artenreichen Almen
- Zahlreiche Kristallvorkommen (wie Zillertaler Granat, Amethyst, Bergkristall)
- Zusammen mit dem Nationalpark Hohe Tauern, dem Naturpark Rieserferner-Ahrn und dem NSG Valsertal größter Schutzgebietsverbund der Alpen mit 2700 km²
- Bergsteigerdorf Ginzling – Wiege des Alpintourismus im Zillertal
- Orchideenpracht und Bergmähder in der Naturparkgemeinde Brandberg (über 10 verschiedene Orchideenarten)
- Geschützter Landschaftsteil „Glocke“ (Finkenberg): 60 m tief eingeschnittene Klamm mit großer botanischer Vielfalt und einzigartigem Schluchtwald. Hier wurde 2020 das Holzrücken durch Pferde wiederbelebt.[35]
- Schwarzensteinmoor (Zemmgrund): Eine von eiszeitlichen Gletschern gebildete Hohlform auf 2150 m
- Naturparkhaus Zillertaler Alpen in Ginzling

## Persönlichkeiten
- Die Zillertaler Schürzenjäger, volkstümliche Musikgruppe
- Ursprung Buam, volkstümliche Musikgruppe
- Leonhard Stock (* 1958), Olympiasieger & Weltmeister (Ski Alpin, Abfahrt)
- Peter Habeler (* 1942), Extrembergsteiger
- Stephan Eberharter (* 1969), Skirennfahrer, Olympiasieger, Doppelweltmeister, Europacup-Gesamtsieger, Ehrenbürger der Gemeinde Stumm
- Georg Totschnig (* 1971), Radrennfahrer
- Zillertaler Haderlumpen, Sieger Grand Prix der Volksmusik 2007
- Heinz Kinigadner (* 1960), Motorradfahrer
- Uli Spieß (* 1955), Skirennfahrer
- Ursula Schattner-Rieser (* 1966), Altorientalistin und Judaistin
- Heinz Schiestl (1867–1940), Bildhauer
- Martha Schultz (* 1963), Unternehmerin, Tirolerin des Jahres 2018
- Ludwig Gredler (* 1967), Biathlet
- Albin Moroder (1922–2007), Bildhauer
- Die jungen Zillertaler, Musikgruppe
- Marc Pircher (* 1978), Entertainer & Sänger
- Ludwig Dornauer (* 1953), Schauspieler

## Bildergalerie

Zillertal
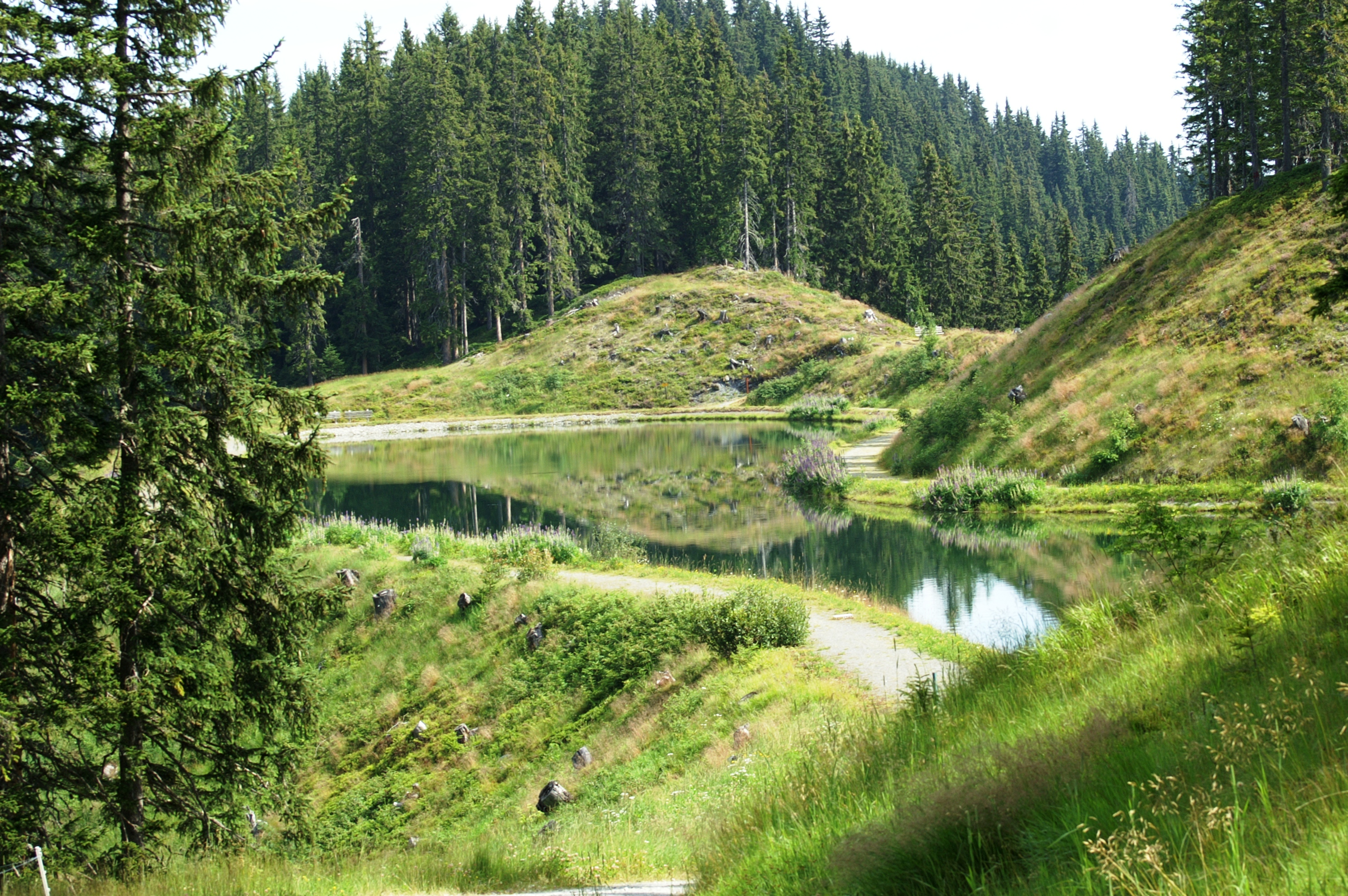
Der Arzjoch-Speichersee bei Fügen
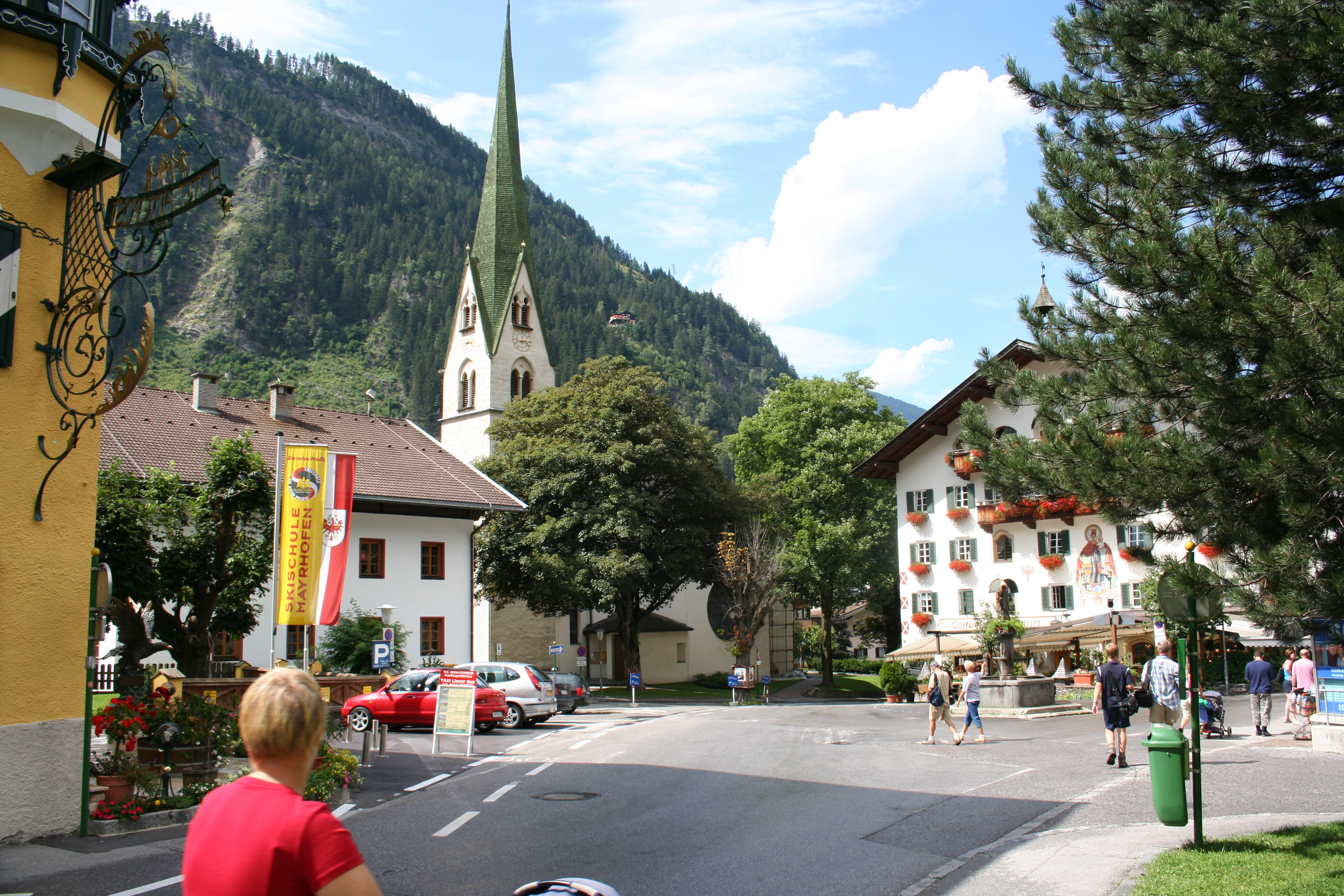
Der Dorfplatz von Mayrhofen
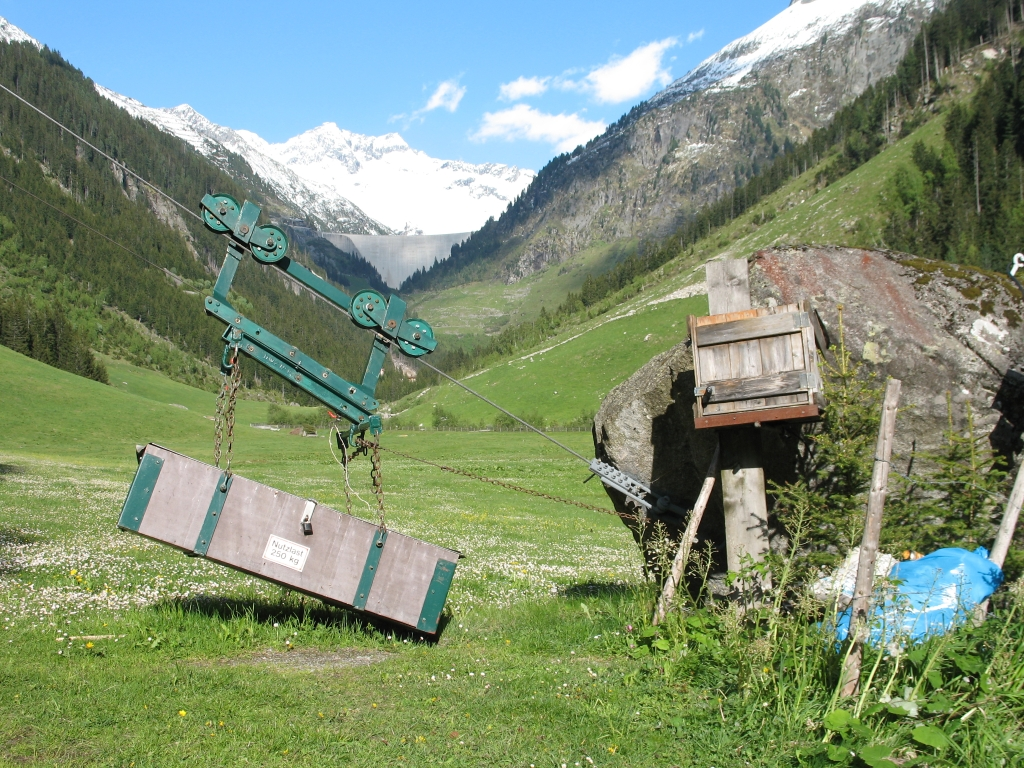
Eine Materialseilbahn im Zillergrund
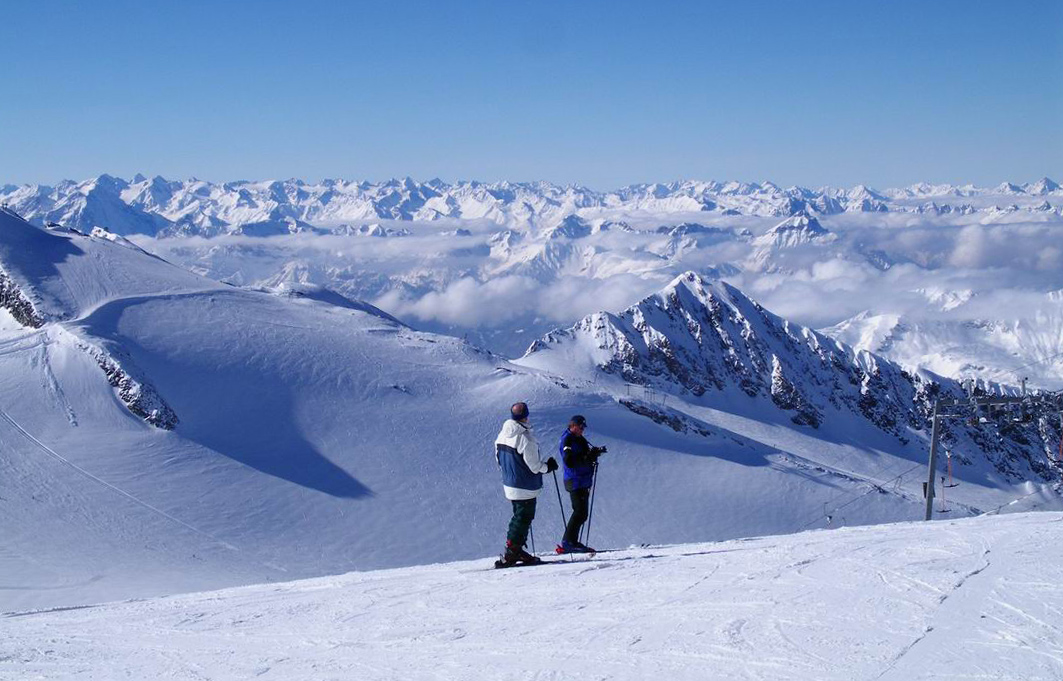
Blick vom Hintertuxer Gletscher in Richtung Westen
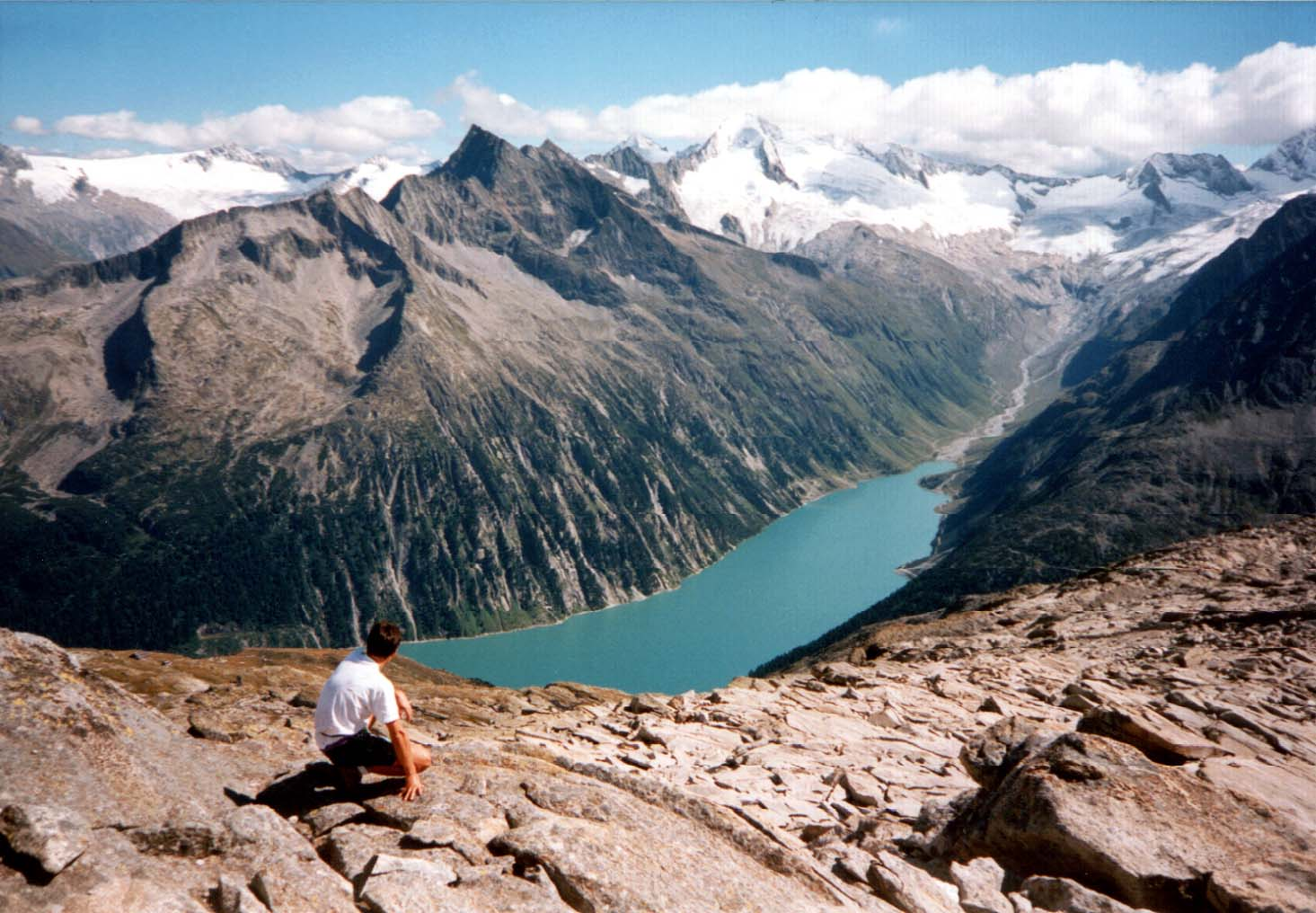
Der Schlegeisspeichersee
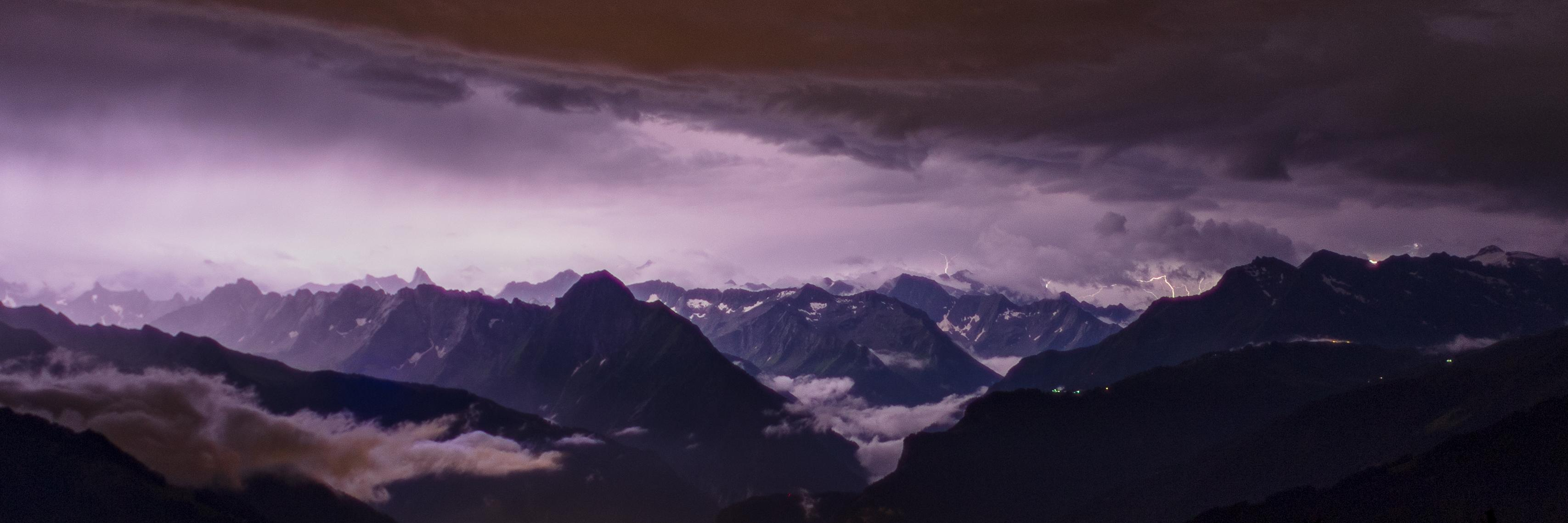
Das Zillertal und die östlichen Tuxer Alpen während eines nächtlichen Gewitters.
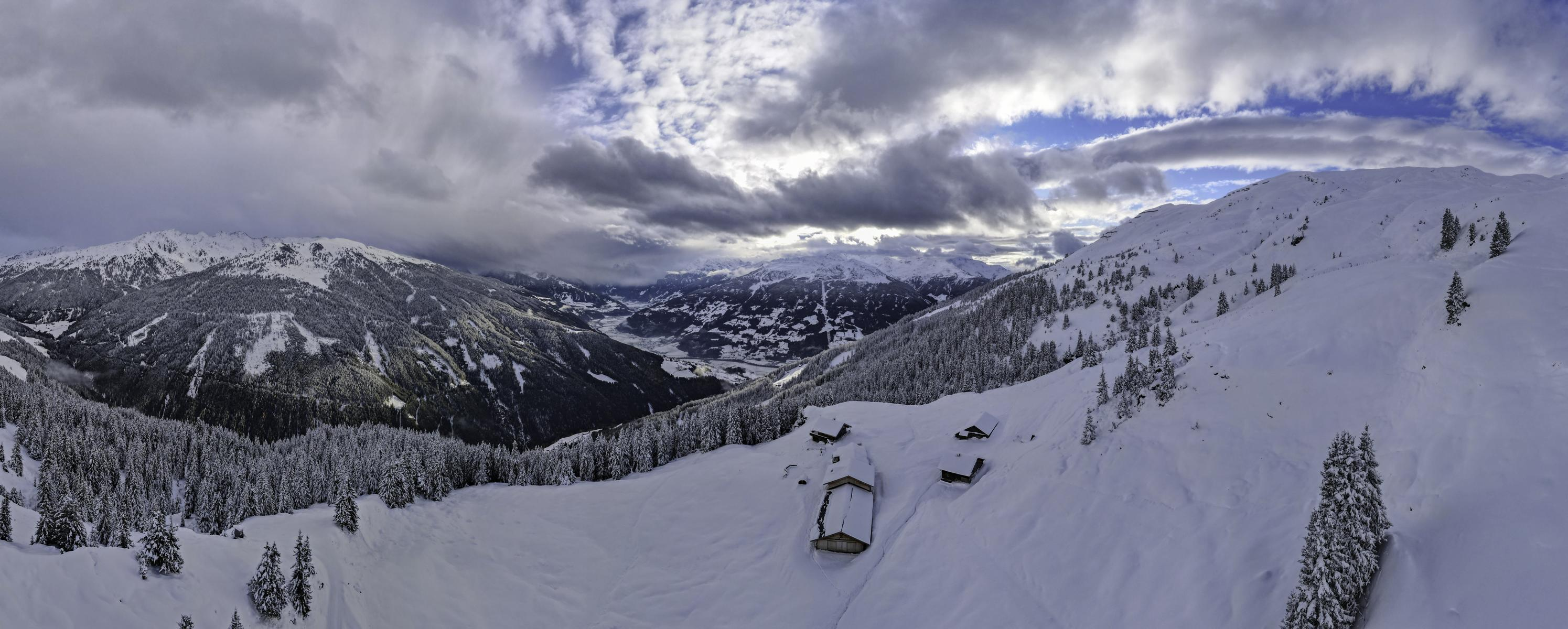
Blick auf die östlichen Tuxer Alpen und das Zillertal vom Standkopf im Winter.